# Being John Malkovich
 Being John Malkovich és una pel·lícula estatunidenca de Spike Jonze, estrenada el 1999. És el primer llargmetratge d'aquest realitzador.

## Argument
Craig Schwartz, un titellaire descobreix una porta que du directament al cervell de l'actor John Malkovich.
Aquesta pel·lícula presenta abans de tot les diverses maneres d'abordar una mateixa situació a través de quatre personatges:
- Craig, el primer a descobrir el pas, es planteja primer de tot algunes preguntes existencials (que es queden d'altra banda en suspens, es pot pensar que serveixen sobretot per calmar les ganes de comprendre de l'espectador i no continuar estant «bloquejat» sobre aquest punt), després utilitza John com un titella, fent servir entre altres la seva notorietat per complir els projectes que no pot realitzar més que com Craig Schwartz, que consisteix a fer-se conèixer com a titellaire i a viure amb Maxine.
- Maxine Lund, segon personatge a saber l'existència del pas cap a John Malkovich, hi veu immediatament un interès financer, i funda una empresa amb Craig. Per a ella, aquest pas és abans de tot alguna cosa que cal aprofitar, com tota la resta, sense interessar-s'hi d'altra banda (no prova el pas, però el manlleva una única vegada per escapar-se). Utilitza igualment de manera indirecta aquest pas aprofitant el fet que dues persones puguin ser en un sol cos. Explica ella mateixa com li agrada que «dues persones la mirin apassionadament a través d'un sol parell d'ulls».
- Lotte, la dona de Craig, per la seva part, és més atreta per «l'experiència»: a través de John, descobreix coses noves: ser un home, primer de tot, però també ser lligat per una dona. Utilitza també el pas per anar-se'n al llit amb Maxine, de qui s'enamora. En el transcurs de la pel·lícula, la seva voluntat «d'experimentar» es calma per deixar lloc al seu amor per a Maxine.
- Finalment, el capità Mertin, a la «nau corpòria» Dr. Lester, descobridor original del pas, hi veu un mitjà de perllongar la seva existència indefinidament, viatjant de «nau» en «nau». Ocupar-se de la seva pròxima «nau» abans d'entrar-hi es fa fins i tot una de les seves principals preocupacions.

## Repartiment
- John Cusack: Craig Schwartz
- Cameron Diaz: Lotte Schwartz
- John Malkovich: John Horatio Malkovich
- Catherine Keener: Maxine Lund
- Orson Bean: Dr. Lesterg
- Ned Bellamy: Derek Mantini
- Eric Weinstein: el pare a l'espectacle de titelles
- Madison Lanc: la filla a l'espectacle de titelles
- Octavia Spencer: la dona a l'ascensor
- Mary Kay Place: Floris
- K.K. Dodds: Wendy
- Reginald C. Hayes: Don
- Byrne Piven: el capità Mertin
- Judith Wetzell: la noieta
- Kevin Carroll: el taxista
- Charlie Sheen: Charlie
- Sean Penn: Ell mateix
- Dustin Hoffman: Ell mateix
- Michelle Pfeiffer: Ella mateixa
- Brad Pitt: Ell mateix
- Winona Ryder: Ella mateixa
- Gary Sinise: Ell mateix
- David Fincher: Christopher Bing (No surt als crèdits)
- Spike Jonze: l'ajudant de Derek Mantini (No surt als crèdits)

## Premis i nominacions

### Premis
- 2000. BAFTA al millor guió original per Charlie Kaufman

### Nominacions
- 2000. Oscar al millor director per Spike Jonze
- 2000. Oscar a la millor actriu secundària per Catherine Keener
- 2000. Oscar al millor guió original per Charlie Kaufman
- 2000. Globus d'Or a la millor pel·lícula musical o còmica
- 2000. Globus d'Or a la millor actriu secundària per Cameron Diaz
- 2000. Globus d'Or a la millor actriu secundària per Catherine Keener
- 2000. Globus d'Or al millor guió per Charlie Kaufman
- 2000. BAFTA a la millor actriu secundària per Cameron Diaz
- 2000. BAFTA al millor muntatge per Eric Zumbrunnen
- 2000. César a la millor pel·lícula estrangera